# Michalina Wisłocka
Michalina Anna Wisłocka (Łódź, 1 de julho de 1921 - 5 de fevereiro de 2005) foi uma médica especializada em ginecologia e primeira sexóloga da Polônia. Seu livro "A arte de amar", lançado em 1976, auge da revolução sexual, se tornou um bestseller e é considerado o primeiro guia sexual com origem nos países comunistas. A médica é, juntamente com Alfred Charles Kinsey nos Estados Unidos, uma referência na área. 

## Biografia
Nascida na cidade de Łódź, em uma família de intelectuais, casou-se com o químico Stanislaw Wislocki, em Varsóvia, onde trabalharam e viveram até o início da Revolta de Varsóvia. 
Em 1952, ela finalizou sua formação em medicina e em 1969 recebeu seu diploma de doutoramento em ciências médicas. Sua trajetória profissional inclui co-fundação da Sociedade de Maternidade Consciente, na qual ela lidava com tratamento de questões ligadas à infertilidade e contracepção. Depois, ela assumiu a liderança da primeira clínica polonesa de aconselhamento materno no Instituto de Mãe e Filho em Varsóvia e nos anos 1970 foi chefe do Laboratório de Citodiagnóstico da Sociedade de Planejamento Familiar, organização polonesa fundada em 1957, dedicada à apoiar a educação sexual de jovens, através do oferecimento de ajuda e apoio a indivíduos e casais em situações de crise, bem na oferta de cuidados de saúde sexual. 
Em 9 de setembro de 1997, ela foi premiada com a Cruz de Cavaleiro da Ordem da Polônia Restituta, uma das mais altas condecorações do país. 

## Cinema
Há um filme de 2017 dirigido pela polonesa Maria Sadowska que conta a história da médica interpretada por Magdalena Boczarska.